# Hastula cinerea
Hastula cinerea (denominada, em inglês, grey Atlantic auger; em português, no Paraná, Brasil, agulhinha; em japonês, クチビロタケ) é uma espécie de molusco gastrópode marinho pertencente à família Terebridae. Foi classificada por Born, em 1778, como Buccinum cinereum, na obra Index rerum naturalium Musei Cæsarei Vindobonensis. Pars I.ma. Testacea. Verzeichniß der natürlichen Seltenheiten des k. k. Naturalien Cabinets zu Wien; também fazendo parte do gênero Impages durante o início do século XXI (Impages cinerea). Pode ser encontrada nos sambaquis brasileiros, do Rio de Janeiro para o sul, embora sua importância antropológica seja desconhecida.

## Descrição da concha e hábitos
Concha em forma de torre alta, de coloração cinzenta, castanho-olivácea ou creme (com raros albinos); com pouco mais de 5 centímetros de comprimento, quando desenvolvida; com 10 a 11 voltas, esculpidas com pequenas costelas axiais, de 40 a 50 por volta. O significado de cinerea provém de "cinéreo", do latim cinerĕus e sinônimo de cinzento.
É encontrada em águas rasas da zona entremarés, na areia das praias. Os animais da família Terebridae são predadores e esta espécie se alimenta de vermes Polychaeta e bivalves do gênero Donax.

## Distribuição geográfica
Hastula cinerea ocorre nas costas do oceano Pacífico, do México ao Equador e, no oceano Atlântico, no mar do Caribe, incluindo Antilhas, leste da Colômbia e Venezuela; até a Flórida, nos Estados Unidos, e costa do Brasil, do Ceará a Santa Catarina. Há também registros em Senegal, Angola e Cabo Verde, ainda no Atlântico, além da ilha de Madagáscar, no oceano Índico.